# Pawieł Gierasimow
Pawieł Aleksandrowicz Gierasimow, ros.  Павел Александрович Герасимов  (ur. 29 maja 1979 w Aleksinie) – rosyjski lekkoatleta specjalizujący się w skoku o tyczce. Olimpijczyk z Sydney i Aten.
Najważniejszym jego osiągnięciem jest mistrzostwo świata juniorów z Annecy (1998) oraz brązowy medal mistrzostw świata z Helsinek (2005).

## Największe osiągnięcia
| Rok  | Rodzaj zawodów              | Miasto   | Konkurencja   | Miejsce | Wynik  |
| ---- | --------------------------- | -------- | ------------- | ------- | ------ |
| 1997 | Mistrzostwa Europy juniorów | Lublana  | skok o tyczce | 2.      | 5,30 m |
| 1998 | Mistrzostwa świata juniorów | Annecy   | skok o tyczce | 1.      | 5,55 m |
| 2005 | Mistrzostwa świata          | Helsinki | skok o tyczce | 3.      | 5,65 m |
| 2009 | Halowe Mistrzostwa Europy   | Turyn    | skok o tyczce | 2.      | 5,76 m |

## Rekordy życiowe
- hala – 5,81 m (2001 & 2009)
- stadion – 5,90 m (2000)